# Klein-Faldern
Klein-Faldern ist ein Teil des Stadtzentrums von Emden innerhalb des Wallringes und wird von der Stadtverwaltung statistisch auch zum Stadtzentrum (insgesamt 8677 Einwohner) gezählt. Klein-Faldern wurde bereits in der frühen Neuzeit nach Emden eingemeindet. Der Name geht vermutlich auf das Wort fald/valt (= Viehstall oder Viehgehege) zurück.

## Geografie
Klein-Faldern liegt östlich bis südöstlich der Emder Altstadt. Nördlich und nordwestlich des Stadtteils befindet sich Groß-Faldern, von Klein-Faldern getrennt durch den Falderndelft. An der Kesselschleuse trifft Klein-Faldern in einem Punkt an den Stadtteil Wolthusen. Östlich von Klein-Faldern erstreckt sich Herrentor, im Südwesten und Süden wird der Stadtteil von der Kolonie Friesland begrenzt. Westlich von Klein-Faldern, jenseits des Alten Binnenhafens, befindet sich das Behördenviertel.

## Geschichte

### Mittelalter
In Klein Faldern wurde 1276 ein Vertrag der friesischen Gaue mit dem Bischof von Münster, die sogenannte Bischofssühne, abgeschlossen, in dem kirchenrechtliche und Handelsfragen  geregelt wurden. In Klein Faldern befand sich auch ein Häuptlingssitz. Von den Häuptlingen sind aber nur Wiard und sein Sohn Garrelt überliefert. 1408 wurde die Burg von der Stadt Emden unter der Führung des Propstes Hisko Abdena erobert und geschleift. Garrelt verlegte daraufhin seinen Sitz nach Uphusen. Nach seinem Tod im Jahr 1427 verlor Klein Faldern seine Selbstständigkeit und fiel an die Häuptlinge von Groß-Faldern.

### Frühe Neuzeit
Klein-Faldern war bis in die 1570er-Jahre hinein ein kleines Dorf östlich von Emden. Im Laufe des vermehrten Zuzugs niederländischer Religionsflüchtlinge in jener Zeit wuchs die Stadt über ihre damaligen Grenzen hinaus, um Wohnraum zu schaffen, und gliederte Klein-Faldern ins Stadtgebiet ein.
Nach der Fertigstellung des Emder Walls im frühen 17. Jahrhundert war der Stadtteil Klein-Faldern von zwei der insgesamt zehn Zwinger geschützt: dem noch heute bestehenden Weiße-Mühlen-Zwinger und dem sich daran anschließenden Borssumer Zwinger. Im ausgehenden 17. Jahrhundert kam noch der direkt zur Ems gelegene Emszwinger hinzu – der Fluss floss seinerzeit noch eng an der heutigen Innenstadt vorbei. Der Emszwinger und der Borssumer Zwinger wurden in der ersten Hälfte des 19. Jahrhunderts niedergelegt.

### Entwicklung seit dem frühen 19. Jahrhundert
Als in den 1840er-Jahren der Emder Hafen zu einem tidefreien Hafen umgebaut wurde und zugleich östlich des neu angelegten Emder Fahrwassers zwischen dem Alten Binnenhafen und der Ems Polder angelegt wurden, erlaubte dies auch den Ausbau von Klein-Faldern in südliche Richtung. Bis dahin reichte die Bebauung in südlicher Richtung lediglich bis zur Lienbahnstraße.
Eine wesentliche Erweiterung erfuhr Klein-Faldern nach Fertigstellung der Hannoverschen Westbahn: Der (damalige) Emder Hauptbahnhof (späterer Name: Bahnhof Süd) wurde am 20. Juni 1856 als Kopfbahnhof eingeweiht. In einem Vertrag mit dem Hannoverschen Staat verpflichtete sich die Stadt Emden, eine städtebauliche Verbindung herzustellen zwischen dem Stadtkern und dem bereits bebauten Teil Klein-Falderns einerseits sowie dem zum damaligen Zeitpunkt noch mehrere Hundert Meter abseits und isoliert gelegenen Hauptbahnhof. Für den Export von Gütern wurde eine Umschlagstelle geschaffen, die dem heutigen kombinierten Verkehr entspricht: Direkt südlich des Hauptbahnhofes entstanden mehrere Gleise und Güterschuppen, weiter südlich ein neues Hafenbecken namens Eisenbahndock. Güter konnten, mit der Bahn kommend, von dort direkt auf Schiffe verladen werden. Die städtebauliche Erweiterung von Klein-Faldern in Richtung Südosten, also zum damaligen Hauptbahnhof, ließ hingegen noch mehrere Jahrzehnte auf sich warten.
Stattdessen ließ die Stadt am südöstlichen Rand von Klein-Faldern um das Jahr 1860 zunächst ein Gaswerk errichten, das erste der Stadt. Es kündigte zusammen mit dem Hauptbahnhof und den vermehrt in den Hafen einlaufenden Dampfschiffen den Heraufzug des Industriezeitalters an. Fertiggestellt wurde das Gaswerk 1861. Die Stadt Emden war dafür einen Vertrag mit dem Nürnberger Finanzier Emil Speng eingegangen, der sich verpflichtete, das Werk zu bauen, für 35 Jahre von der Stadt zu pachten und hernach wieder an Emden zurückzugeben. Am 10. Oktober 1861 brannten in Emden die ersten Gaslaternen.
Zwischen 1876 und etwa 1900 entstanden an der Bahnhofstraße (heute: südlicher Teil der Friedrich-Ebert-Straße) mehrere historistische Villen begüterter Emder, die Straße galt als bevorzugte Wohnlage. Unter anderem zog Emdens Oberbürgermeister Leo Fürbringer in ein dort neu erbautes Haus ein. Der Holzhändler und Senator Carl Dantziger ließ ein mit Säulen bestücktes Wohnhaus errichten, weitere Villen gehörten dem Bauunternehmer Kistenmacher, dem englischen Vizekonsul und Senator Franz Ihnen, dem Amtsgerichtsrat Thomsen und dem Fischereidirektor Zimmermann. Auch in der parallel verlaufenden Courbièrestraße entstanden Villen, unter anderem zog hier der Emder Reeder Nübel ein. Durch die Lage am Hauptbahnhof und die gleichzeitige Nähe zu den seinerzeit noch im Alten Binnenhafen startenden Borkumfähren boten sich auch für Hoteliers und andere Gastronomen gute Entwicklungsmöglichkeiten: Bereits 1879 entstand das Hotel Union, ein Jahr später das Hotel Bellevue (heute: Hotel Schmidt) sowie in den Folgejahren weitere Hotels und Gaststätten.
Als in den Jahren 1880 bis 1888 der Ems-Jade-Kanal fertiggestellt wurde und sich die Entwässerungssituation für Emden und sein Umland dadurch spürbar verbesserte, ergaben sich auch Konsequenzen für den Stadtteil Klein-Faldern: Zur Spülung der Siele, bis dahin für die Entwässerung nötig, waren einige der innerstädtischen Wasserläufe Emdens nicht mehr notwendig. In Klein-Faldern wurde daher das sogenannte „Stinktief“ verfüllt, das seinen Namen aufgrund der Geruchsbelästigungen durch unhygienische Abfälle hatte. Das Tief verlief, vom Falderndelft abzweigend, unter der Mühlenstraße und der Kranstraße hindurch und hatte zwischen den genannten Straßen noch zwei rechtwinklig abzweigende Seitenkanäle. Auf dem Raum, den das Tief eingenommen hatte, entstand eine neue Straße, die den Namen Am Rosentief erhielt. Bei der Anlegung des Ems-Jade-Kanals wurde zugleich das Siel aufgegeben, stattdessen wurde eine Drehbrücke über die damalige Neue Straße (heute: Friedrich-Ebert-Straße) errichtet.
Am Ende des 19. Jahrhunderts, als das Eisenbahndock aufgrund des Baus des Dortmund-Ems-Kanals für den Bahn-Güterverkehr in Richtung Ruhrgebiet rapide an Bedeutung einbüßte, wurde das Hafenbecken als „Badeanstalt“ genutzt. 1896 entstand an der Courbièrestraße ein markantes neues Bauwerk, der 35 Meter hohe, im Stile der Zeit von Zinnen gekrönte Wasserturm, der bis 1974 seine Funktion als Druckerzeuger im Emder Wassernetz behielt.
Als Verbindungsstraße zwischen der Faldernbrücke über den Falderndelft, der Allee in Richtung Borssum sowie der Neuen Straße und der Bahnhofstraße wurde 1896 eine neue Straße projektiert und bis 1901 fertiggestellt: die Martin-Faber-Straße, die heute Hauptdurchgangsstraße zwischen dem Emder Stadtkern und den östlichen Vororten ist. Sie wurde als erste Straße Emdens nach einer Emder Persönlichkeit benannt und als dritte Straße Emdens nach einer Person überhaupt (die anderen beiden waren in den Jahren zuvor die Bismarckstraße und die Wilhelmstraße, heute Neutorstraße, letztere benannt nach Kaiser Wilhelm I.). Bis dahin waren Straßennamen zumeist nur nach geografischen Gegebenheiten benannt worden.
Kurz vor dem Ausbruch des Ersten Weltkrieges wurde die Richardstraße angelegt und deren Ostseite mit Mietshäusern bebaut. Benannt wurde die Straße nach Franz Richard, von 1907 bis 1921 Präsident der Eisenbahndirektion Münster. Richard galt nicht nur als Befürworter des Emder Hafenausbaus, sondern auch als Förderer des Sozialen Wohnungsbaus.

### Weimarer Republik und Nationalsozialismus
In Emden gab es zur Zeit der Weimarer Republik weiterhin einen starken Mangel an Wohnraum. Diesem Mangel sollte durch die Forcierung des sozialen Wohnungsbaus entgegengewirkt werden. Neben der Baupolitik der Stadt spielten dabei vor allem Wohnungsbaugenossenschaften eine wichtige Rolle. In Klein-Faldern entstand zu jener Zeit der bis heute längste Wohnblock Emdens: Auf dem früheren Deich zwischen Faldern und Borssum baute der Beamten-Bau- und Wohnungsverein entlang der Petkumer Straße zwischen Courbièrestraße und dem Sportplatz der Freien Turnerschaft Mietwohnungen. Auch die Westseite der Richardstraße wurde bebaut, an der Hafenstraße (heute: Friedrich-Naumann-Straße) wurden die letzten Baulücken gefüllt. Auch hier entstanden vorwiegend Mietwohnungsbauten.
Bis in die 1930er-Jahre führte das Herrentorstief nach Klein-Faldern. Es zweigte nahe der Herrentorsbrücke vom Fehntjer Tief ab und führte nahezu auf die Neue Straße (Friedrich-Ebert-Straße) zu. In Höhe des Hotels Heeren befanden sich mehrere sogenannte Stigte – Treppen am Kanalufer, an denen vornehmlich die Torfschiffer aus den ostfriesischen Fehngebieten ihre Ware entluden. Der Wasserlauf wurde jedoch in den 1930er-Jahren zugeschüttet und an seiner Stelle die Straße Am Herrentor verbreitert.

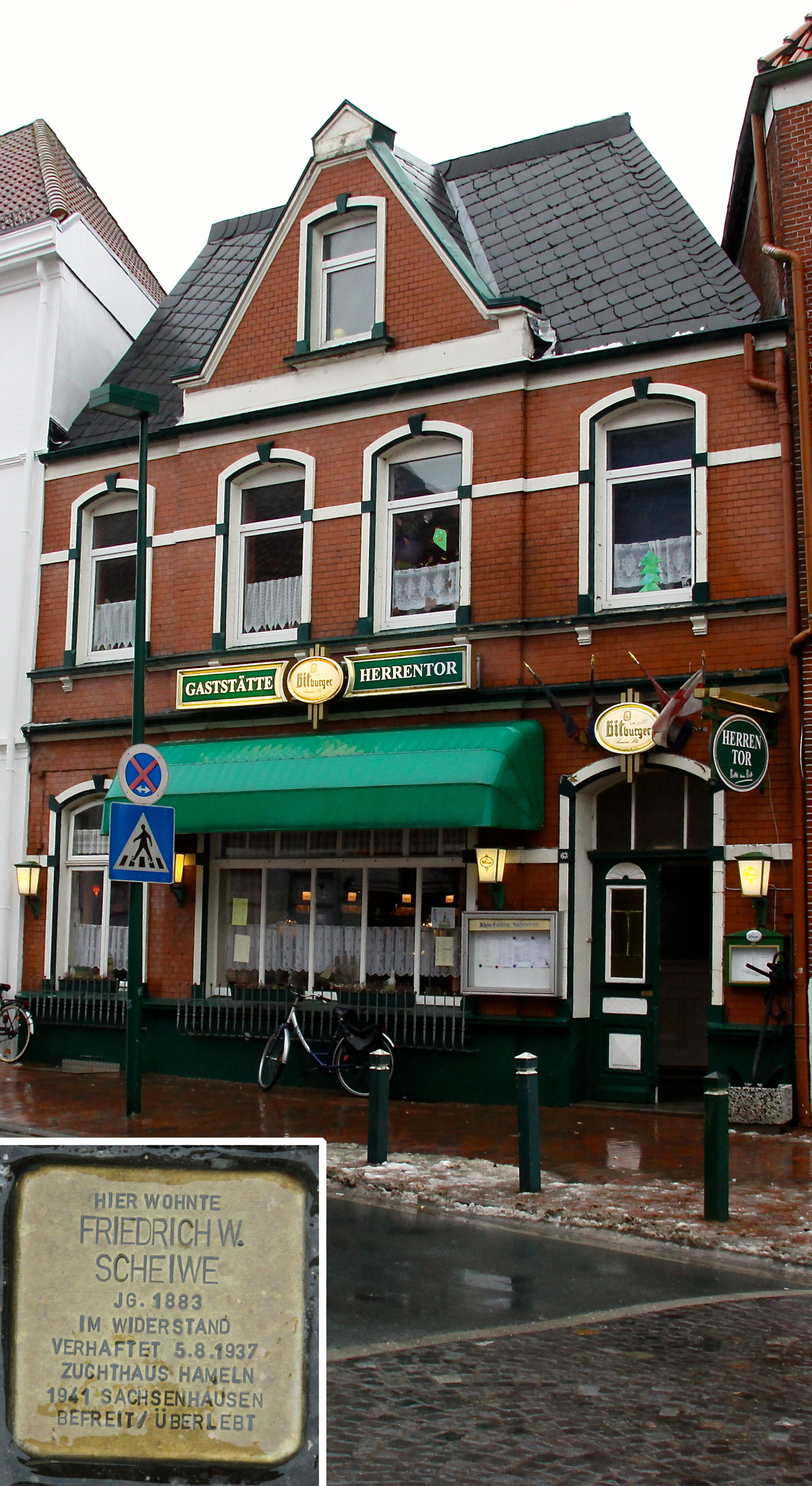
Vor dem Treffpunkt der Kommunisten, der Gaststätte Kap Horn (heute: Herrentor), erinnert ein Stolperstein an den Gastwirt Friedrich W. Scheiwe.

Während der Weimarer Republik war Klein-Faldern neben den ebenfalls hafennahen Stadtteilen Borssum, Kolonie Friesland und Port Arthur/Transvaal eine der Hochburgen der Emder KPD. Die Gaststätte „Kap Horn“ (heute: „Herrentor“) des kommunistischen Wirtes Friedrich Scheiwe galt als der Treffpunkt der Emder Kommunisten. In der Straße Auf dem Spieker wohnten die Brüder Gödeken, die während der NS-Diktatur verhaftet wurden. Hinrich Gödeken wurde zu vier Jahren Zuchthaus verurteilt, nach Verbüßung der Haft noch vor dem Gefängnistor von der Gestapo verhaftet und ins KZ Oranienburg gebracht, später ins KZ Neuengamme verlegt. Die letzte Spur von ihm findet sich auf einer Liste derjenigen Toten des KZ Neuengamme, die beim Untergang der Cap Arcona umkamen. Gödekens Bruder Johannes wurde nach 40 Monaten Zuchthausstrafe ebenfalls sogleich von der Gestapo in Gewahrsam genommen und der Strafdivision 999 überantwortet, die während des Zweiten Weltkrieges unter anderem auf Rhodos eingesetzt war. Er gelangte in britische Kriegsgefangenschaft und kehrte nach dem Krieg nach Emden zurück. Der dritte der Gödeken-Brüder, Richard, wurde vor dem Volksgerichtshof angeklagt und erhielt als Funktionär der KPD eine achtjährige Zuchthausstrafe. Er wurde im Laufe des Krieges in Rüstungsbetrieben als Zwangsarbeiter eingesetzt und im Frühjahr 1945 von amerikanischen Soldaten befreit.
In Klein-Faldern lebten seit Jahrhunderten auch viele jüdische Bürger Emdens. Viele von ihnen waren als Viehhändler und/oder Schlachter tätig und betrieben im Stadtteil ihre Geschäfte. Sie sahen sich nach der „Machtergreifung“ der Nationalsozialisten 1933 zunehmend Verfolgungen ausgesetzt. Einige Juden flohen noch rechtzeitig aus Deutschland in die Vereinigten Staaten, viele hingegen fanden im Osten den Tod. Dazu gehörten Angehörige der Familie Abraham Cohen an der Neuen Straße (Friedrich-Ebert-Straße), die im Warschauer Ghetto und im KZ Auschwitz-Birkenau ermordet wurden. Rebekka Glös und ihre Kinder (Am Herrentor 6) starben im Ghetto Litzmannstadt bzw. in Auschwitz. Angehörige der Familie Philippstein (Neue Straße 29) starben im Ghetto Litzmannstadt und im Vernichtungslager Kulmhof (Chelmno). Mehrere jüdische Familien namens van der Wyk wohnten verstreut im eng bebauten Klein-Faldern. Amalie und Sigmund van der Wyk (Stahlbogengang 4) wurden im Warschauer Ghetto ermordet, Auguste, Isaak und Moritz van der Wyk (Kranstraße 81) in Kulmhof mit Autoabgasen. Berta, Frieda und Samuel van der Wyk (Kranstraße 75) erlitten ein unterschiedliches Schicksal: Berta kam in Kulmhof um, Frieda im KZ Sobibor, während Samuel in einem Altersheim im Ghetto Litzmannstadt starb. Ähnlich erging es Elise, Meier, Riekchen, Simon und Sophie van der Wyk (Mühlenstraße 42): Während Simon sich nach Großbritannien retten konnte, kamen die anderen im Ghetto Litzmannstadt, in Auschwitz und Kulmhof ums Leben. Die Bewohner der Mühlenstraße 44, Auguste, Iwan, Joachim, Markus und Simon van der Wyk, wurden auseinandergerissen. Sie wurden in Litzmannstadt, Kulmhof, Auschwitz und im KZ Sachsenhausen ermordet. Auch die jüdische Familie Windmüller wohnte an der Mühlenstraße, wo der Vater Moritz Windmüller ein Schlachtergeschäft betrieb. Die Familie emigrierte bereits 1933 nach Groningen in den Niederlanden, wo Max Windmüller nach der Besetzung des Nachbarlandes durch das Deutsche Reich im Jahre 1940 im Widerstand arbeitete.
Während der NS-Diktatur entstanden im Stadtteil drei von insgesamt 35 größeren Luftschutzbunkern im Emder Stadtgebiet: an der Mühlenstraße/An der Bonesse, an der Lienbahnstraße und am Bahnhof Süd. Der Bunker Mühlenstraße verfügte über acht Stockwerke mit 411 Plätzen, derjenige an der Lienbahnstraße über zwei Stockwerke mit 450 Plätzen und derjenige am Bahnhof Süd über vier Stockwerke mit 560 Plätzen. Allerdings waren die Bunker Emdens oftmals auch deutlich stärker belegt, weshalb Emden als einzige Stadt Deutschlands galt, in der sämtliche Bewohner während des Luftkriegs in Bunkern unterkommen konnten. Im Bahnhofsbunker war auch die Warnzentrale der Reichsbahn untergebracht. Der Bunker Lienbahnstraße war am 14. Juni 1941 fertiggestellt und damit der erste bezugsfertige Emder Großbunker. Da er ohne Zerschellerplatte gebaut wurde, war er auch der einzige Bunker Emdens, der bei dem schweren Luftangriff auf die Stadt am 6. September 1944 einen großen Riss durch Bomben erlitt, dadurch kamen neun Menschen ums Leben, deren Lungen rissen. Der Bunker Mühlenstraße war am 10. Dezember 1941 fertig, derjenige am Bahnhof Süd am 2. Dezember 1942. Gebaut wurden die Bunker von Firmen aus Emden und Leer, wobei auch Zwangsarbeiter zum Einsatz kamen. Weitere geplante Bunker sollten am Stahlbogengang und beim Alten Wasserturm an der heutigen Friedrich-Ebert-Straße entstehen, sie wurden jedoch nicht mehr gebaut. Im Gegensatz zu den nahezu vollständig zerstörten Nachbarstadtteilen Altstadt und Groß-Faldern erlitt Klein-Faldern nur vergleichsweise wenige Kriegszerstörungen.
An der Brandenburger Straße befanden sich zwei Fremd- und Zwangsarbeiterlager. In einem davon waren Menschen untergebracht, die von der Firma Neumann beim Bunkerbau eingesetzt waren. Ein weiteres Fremd- und Zwangsarbeiterlager befand sich in einer Baracke am Bahnhof Süd. Die dortigen Insassen wurden zu Arbeiten für die Reichsbahn herangezogen.

### Nachkriegszeit
Das Gaswerk an der Martin-Faber-Straße ist in den 1950er-Jahren modernisiert worden, arbeitete jedoch weiterhin auf Kohlebasis. Die für den Betrieb notwendige Kohle wurde mit Binnenschiffen zu einer Umschlaganlage an der Straße An der Bonesse gebracht und per Kran auf LKW verladen, die zwischen dem Umschlagplatz und dem Gaswerk hin- und herpendelten. Dabei entstand zwangsläufig nebenher eine große Belastung durch Kohlenstaub für die Anwohner. Im Juni 1968 wurde auf aus den Niederlanden importiertes Erdgas umgestellt, der Verladekran an der Bonesse abgebaut.
Der alte Emder Hauptbahnhof, nach Eröffnung des Bahnhofs Emden-West zur Unterscheidung auch Bahnhof Süd genannt und im Krieg beschädigt, ging 1971 außer Betrieb: Der letzte Personenzug fuhr am 25. September des Jahres ab. Die Funktion als Hauptbahnhof und diesen Namen übernahm der 1973 fertiggestellte Emder Hauptbahnhof, vormals Emden-West.
In den späten 1980er-Jahren entstanden auf dem Gelände des früheren Borssumer Zwingers und dort, wo sich bis 1976 der Wasserturm befunden hatte, der Hauptsitz der W.H.Janssen-Gruppe, die die Hotelkette Upstalsboom betreibt, sowie das Parkhotel Upstalsboom.
Das Bahn-Gelände am Eisenbahndock, das über Jahrzehnte brachlag und dessen Schienen allmählich überwuchert wurden, geriet in den 2000er-Jahren in den Fokus der Emder Stadtentwicklung: Die Planung sah den Abriss der noch vorhandenen Schienen und einiger der Güterschuppen vor, um daraus innenstadtnahes Wohnungsbauland zu schaffen. Derzeit (Stand: März 2013) sind viele der Häuser in dem neuen Baugebiet bereits fertiggestellt. Eine gewisse Anzahl der Wohnbauten liegt unmittelbar am Eisenbahndock mit direktem Zugang zum Wasser. Aus Marketinggründen nennt die stadteigene Sparkasse Emden beziehungsweise deren Immobilien-Tochterfirma Emder Bau und Boden das Baugebiet „Neuer Delft“, obgleich das Eisenbahndock historisch nicht in die Reihe der früheren Emder Hafenarme Ratsdelft und Falderndelft gehört, da es erst Jahrhunderte nach den genannten Delften angelegt wurde.

## Politik
Ostfriesland in seiner Gesamtheit – und darin Emden im Besonderen – sind seit Jahrzehnten eine Hochburg der SPD. Bei der Bundestagswahl 2013 wählten die Einwohner Klein-Falderns im Großen und Ganzen im Gleichklang mit dem Emder Ergebnis. Die SPD erhielt 47,34 Prozent der Stimmen, die CDU 23,4, die Grünen 8,51, die Linke 6,38, die FDP 3,45 und sonstige Parteien 10,88. Zum Vergleich: Im gesamten Stadtgebiet erreichte die SPD 48,59, die CDU 25,98, die Grünen 9,15, die Linken 6,04 Prozent und die FDP 3,13 Prozent. Auf sonstige Parteien entfielen stadtweit 7,04 Prozent. Bei der Bundestagswahl 2009 hingegen lag die SPD noch rund zehn Prozentpunkte unter ihrem städtischen Ergebnis, wovon FDP, Linke und vor allem die Grünen (etwa fünf Prozentpunkte über ihrem städtischen Ergebnis) profitierten. Ebenfalls leicht unterdurchschnittlich im Vergleich zum städtischen Gesamtergebnis schnitt die SPD bei der Landtagswahl in Niedersachsen 2013 ab, ebenso SPD-Oberbürgermeister Bernd Bornemann bei seiner Wahl 2011.

## Wirtschaft und Infrastruktur

### Unternehmen
Die Stadtwerke Emden haben ihren Sitz sowie ihren Werkstatt- und Fuhrparkbetrieb auf dem Gelände des früheren Gaswerks an der Martin-Faber-Straße. Das Unternehmen befindet sich zu 100 Prozent im Besitz der Stadt. Zu den weiteren öffentlichen Dienstleistern zählen das Wasserstraßen- und Schifffahrtsamt Emden am Alten Binnenhafen und die Emder Niederlassung von Niedersachsen Ports (ehemals Hafenamt Emden).
Der Kreisverband Emden des Deutschen Roten Kreuzes hat seinen Sitz an der Friedrich-Ebert-Straße.
Im Stadtteil hat die W.H.Janssen-Hotelgruppe ihren Sitz, bekannt für die vor allem an Nord- und Ostsee vertretene Hotelkette Upstalsboom. Die Hotelkette betreibt unter anderem das Vier-Sterne-Hotel Upstalsboom Parkhotel, das direkt neben der Firmenzentrale an der Friedrich-Ebert-Straße angesiedelt ist. Daneben finden sich in Klein-Faldern noch weitere Hotels und Pensionen sowie Gaststätten.
An der Friedrich-Ebert-Straße, der Kranstraße und der Mühlenstraße sind diverse Einzelhändler angesiedelt, der Nahversorgung dient ein Supermarkt der Handelsgruppe Edeka.

### Verkehr
Hauptverkehrsstraße in Klein-Faldern ist der Straßenzug An der Bonesse/Martin-Faber-Straße/Petkumer Straße, der Teil der in Ost-West-Richtung durch Emden führenden Landesstraße 2 ist. Der zentrumsnäher gelegene Abschnitt An der Bonesse zählt mit etwa 12.800 Kraftfahrzeugen pro Tag (Stand: Beginn der 2000er-Jahre) zu den stärker belasteten Straßenabschnitten Emdens. Auf der Petkumer Straße in Höhe der Kreuzung Friedrich-Ebert-Straße wurden täglich knapp 12.300 Fahrzeuge gezählt. Der Straßenzug ist nicht nur Teil der Hauptverbindung aus Emdens östlichen Stadtteilen von Borssum bis Petkum in die Innenstadt. Auch von der Abfahrt Emden-Ost an der A 31 ist die Petkumer Straße der kürzeste Weg in die Innenstadt. Auf dem Abschnitt der Friedrich-Ebert-Straße zwischen Petkumer Straße und der Straße Am Herrentor fahren täglich rund 5500 Fahrzeuge, auf dem Abschnitt zwischen der Straße Am Herrentor und der Brücke über den Falderndelft (Rotes Siel) sind es etwa 3300. Der Verkehr aus dem Nachbarstadtteil Herrentor muss eine dieser beiden Strecken benutzen, da Herrentor mit seinen rund 2000 Einwohnern lediglich diese Straßenzufahrt besitzt. Weite Teile von Klein-Faldern sind als Tempo-30-Zonen ausgewiesen.
In den 1970er-Jahren bestanden Pläne, einen innerstädtischen Verkehrsring von der Friedrich-Ebert-Straße über die Sleedrieverstraße und eine neu zu bauende Brücke über das Rote Siel zur Nordertorstraße und zum Philosophenweg zu bauen. Ausgehend von der Einmündung des Philosophenweges in die Auricher Straße/Neutorstraße, sollte eine Entlastungsstraße entlang des Walls bis zur Einmündung der Ringstraße in die Abdenastraße/Larrelter Straße führen. Bereits nach der Vorstellung dieses Entwurfsplans durch das Planungsbüro Dr. Schubert wurde Kritik daran laut. Dieser Ausbau ist nie erfolgt, der Verkehr wird über die Friedrich-Ebert-Straße, Brückstraße und Nordertorstraße geführt.
Klein-Faldern wird – als einer der wenigen Emder Stadtteile – gleich von zwei Buslinien erschlossen, den Linien 501 und 503 des Stadtverkehrs Emden. Erstgenannte Linie führt von Petkum über Borssum und Klein-Faldern zum ZOB und weiter nach Barenburg und Harsweg. Zusätzlich gibt es eine Kurzlinie von Borssum nach Barenburg. Die Linie 503 führt von Herrentor über den ZOB und Constantia zum Einkaufszentrum Dollart-Center in Larrelt. Klein-Faldern ist durch diese Taktung im Vergleich zu anderen Stadtteilen überdurchschnittlich gut vom Busverkehr erschlossen. Für den Bereich Kranstraße gibt es zusätzlich eine Sammelstelle für den Anruftaxi-Service.

## Städtebau

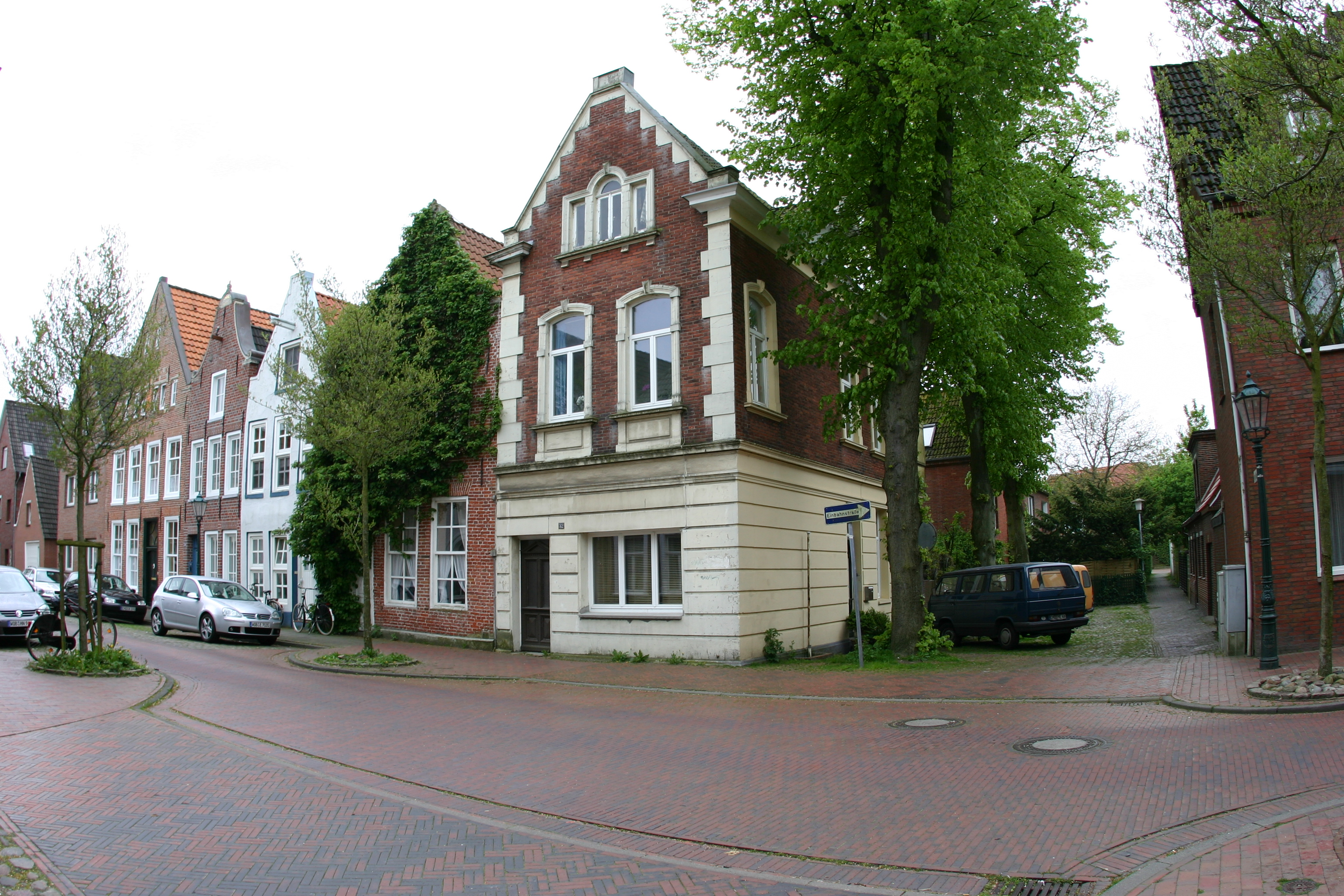
Häuser an der Kranstraße

Klein-Faldern gilt in puncto Architektur als der Innenstadt-Teil Emdens, der die Bombardierungen im Zweiten Weltkrieg am besten überstanden hat. Daher sind in dem Stadtteil noch Dutzende Häuser aus älteren Bauperioden, vornehmlich des 19. Jahrhunderts, zu finden. Ältere, früher das Emder Stadtbild prägende Gebäude der (niederländischen) Renaissance-Architektur hingegen gibt es auch in Klein-Faldern nicht mehr: Sie wurden oft bereits im 19. Jahrhundert durch Neubauten ersetzt, wobei typische Stilelemente wie die Betonung des Giebels jedoch wiederverwendet wurden. Auch viele der Ersatzbauten, die nach dem Krieg notwendig wurden, sind giebelständig gebaut, im Falle größerer Häuser jedoch auch traufständig. Die meisten jener Gebäude verfügen über drei bis (inklusive kleinem Dachgeschoss) vier Geschosse. Sie sind teils geklinkert, teils verputzt. Diese Bautypen herrschen vor allem an der Mühlen-, Kran- und Friedrich-Ebert-Straße vor.
Der südliche Teil Klein-Falderns, der erst ab dem späten 19. Jahrhundert besiedelt wurde, verfügt über eine größere Anzahl von Stadtvillen, vor allem entlang der Friedrich-Ebert-Straße. Daneben gibt es dort auch im frühen 20. Jahrhundert angelegte Wohnblocks mit zumeist drei Etagen. Nach Aufgabe der Gleisanlagen des früheren Bahnhofs Süd rund um das Eisenbahndock wurde das Gelände saniert. Dort sind seither Einfamilienhäuser entstanden, unmittelbar an der Wasserseite des Docks auch mehrgeschossige Gebäude. An der Südseite des Docks sind vier fünfgeschossige Stadthäuser mit 36 Wohneinheiten im Bau befindlich.